# Terhorn
Terhorn (Ter Horn) en Molenhorn zijn historische benamingen voor een gehucht in de gemeente Eemsdelta  van de Nederlandse provincie Groningen. Het ligt tussen de dorpen 't Zandt en Leermens, rond en ten zuiden van de kruising van de Terhornseweg met de Schatsborgerweg; het deel rond de hoek (boerderij) werd Ter Horn (horn=hoek) genoemd en het deel ten zuiden ervan Molenhorn (naar de molen die er stond). Vroeger viel de molen kadastraal gezien onder Leermens, maar sinds ongeveer 1960 onder 't Zandt.
Langs het gehucht stroomt de Leermenstermaar. Ten oosten van het streekje ligt de Alberdaheerd (naam bekend vanaf 15e eeuw, familie vanaf 13e eeuw) en ten zuiden de boerderij Schatsborg (vroegere Leermenster borg Bolsiersema).
De naam Molenhorn verwijst naar de vroegere korenmolen van Leermens, die hier ver ten noorden van het dorp stond en al in 1628 wordt genoemd. In 1853 werd een nieuwe molen gebouwd, die in 1957 werd gesloopt. Bij de molen staat de sarrieshut, die rond 1882 werd gebruikt door zevendedagsadventisten, die van hieruit ontstonden in Oost-Groningen. Het is de enige sarrieshut die ook inwendig origineel is gebleven. In 1986 werd het huis gerestaureerd. Tegenwoordig is het ingericht als theeschenkerij. De naam Molenhorn leeft voort in een paardenstal naast de voormalige sarrieshut.
Formsma vermeldt op een kaart in zijn boek Ommelander Borgen en Steenhuizen (1987, p. 519) een doopsgezinde kerk tegenover Terhorn, op de hoek van de Boslaan met de Schatsborgerweg, aan het Leermenstermaar. Dit was de locatie van de 17e-eeuwse doopsgezinde Oude Vlamingenvermaning van Leermens. De eerste anabaptisten werden hier in de 16e eeuw door Obbe Philips bekeerd. In 1781 of 1783 of 1785 fuseerde deze gemeente met de congregatie van Loppersum. In 1847 of 1848 kwam een vermaning gereed in Zeerijp en werd het gebouw gesloten en later die eeuw gesloopt. De grond waarop de vermaning stond is later gebruikt bij het vergraven van de Leermenstermaar.
Groningen: Steden en dorpen      Nederland: Provincies · Gemeenten